# Shawty Lo
Carlos Walker, mer känd under artistnamnet Shawty Lo, född 31 mars 1976 i Moultrie, Georgia, död 21 september 2016 i Atlanta, Georgia, var en amerikansk rappare och hiphop-artist som också var VD för skivbolaget D4L Records Inc. Shawty Lo växte upp i området Bankhead i Atlanta, och slog igenom med gruppen D4L (mest kända för låten "Laffy Taffy").

## Diskografi

### Album
- Units in the City
  - Släppt den 26 februari 2008
  - Skivbolag: D4L Records/Asylum Records
  - Ex. sålda i USA: 158,000+
  - Singlar: "Dey Know", "Dunn Dunn", "Foolish"

- Carlos
  - Släppt den 24 mars 2009
  - Singlar: "Supplier"

### Mixtapes
- 2002 Dat Shawty Got Cash
- 2007 The Guapaholics
- 2007 It's Raining Men! Vol. 1
- 2007 Gangsta Lickin'
- 2007 Im Da Man Vol. 1
- 2007 Im Da Man Vol. 2
- 2008 The King Of Bankhead
- 2008 Three The Hood Way
- 2008 The Feature Presentation
- 2008 Im Da Man 2K9

### Singlar

#### Solo
| År   | Titel                                                                    | Listplaceringar   | Listplaceringar       | Listplaceringar | Album             |
| År   | Titel                                                                    | Billboard Hot 100 | Hot R&B/Hip-Hop Songs | Hot Rap Tracks  | Album             |
| ---- | ------------------------------------------------------------------------ | ----------------- | --------------------- | --------------- | ----------------- |
| 2008 | "Dey Know"                                                               | 31                | 8                     | 3               | Units in the City |
| 2008 | "Dunn Dunn"                                                              | -                 | 62                    | -               | Units in the City |
| 2008 | "Foolish (Remix)" (featuring DJ Khaled, Birdman, Rick Ross, & Jim Jones) | 102               | 29                    | 13              | Units in the City |

#### Gästinhopp på singlar
| År   | Titel                                                        | Billboard Hot 100 | Hot R&B/Hip-Hop Songs | Hot Rap Tracks | Album        |
| ---- | ------------------------------------------------------------ | ----------------- | --------------------- | -------------- | ------------ |
| 2008 | "So Fly (Remix)" (Slim Shady featuring Shawty Lo & Yung Joc) | 49                | 8                     | 18             | Love's Crazy |

#### Övrigt
| Year | Song                                                                   | Billboard Hot 100 | Hot R&B/Hip-Hop Songs | Hot Rap Tracks | Album            |
| ---- | ---------------------------------------------------------------------- | ----------------- | --------------------- | -------------- | ---------------- |
| 2008 | "Gucci Bandana" (Soulja Boy Tell 'Em featuring Shawty Lo & Gucci Mane) | -                 | 89                    | -              | iSouljaBoyTellem |

### Gästinhopp
- 2008: "WOW (Remix)" (Kia Shine featuring Shawty Lo & Streetknok)
- 2008: "This Is The Life (Remix)" (Rick Ross featuring Shawty Lo, Triple C’s, Flo-Rida, Brisco & Birdman)
- 2008: "My Bumper (Remix)" (Cene featuring Shawty Lo)
- 2008: "Born & Raised" (GhostWridah featuring Shawty Lo)
- 2008: "Money" (Capone-n-Noreaga featuring Shawty Lo)
- 2008: "My Way" (Kieran featuring Shawty Lo & Yung Joc)
- 2008: "So Fly (Remix)" (Slim Shady featuring Shawty Lo & Yung Joc)
- 2008: "Gucci Bandanna" (Soulja Boy Tell 'Em featuring Gucci Mane & Shawty Lo)
- 2008: "Break Ya Ankles" (E-40 featuring Shawty Lo)
- 2008: "Final Warning" (DJ Khaled featuring Bun B, Bloodraw, Ace Hood, Brisco, Lil' Scrappy, Bali, Rock City, & Shawty Lo)
- 2009: "Perfect Woman" (Masspike Miles featuring Shawty Lo)